# 1,1,1-三氟丙酮
1,1,1-三氟丙酮是一种有机氟化合物，化学式为CF3C(O)CH3，是具有氯仿气味的无色液体。

## 制备
1,1,1-三氟丙酮通过三氟乙酰乙酸的水解产生：
CF3C(O)CH2CO2H   →  CF3C(O)CH3CO  +  CO2
而三氟乙酰乙酸又通过乙酸酯和三氟乙酸酯的缩合反应得到。

## 拓展链接
- Safety sheet（页面存档备份，存于）